# Rockwell (Iowa)
Rockwell és una població dels Estats Units a l'estat d'Iowa. Segons el cens del 2000 tenia 989 habitants.

## Demografia
Segons el cens del 2000, Rockwell tenia 989 habitants, 371 habitatges, i 268 famílies. La densitat de població era de 128,6 habitants/km².
Dels 371 habitatges en un 36,4% hi vivien nens de menys de 18 anys, en un 63,3% hi vivien parelles casades, en un 6,5% dones solteres, i en un 27,5% no eren unitats familiars. En el 25,1% dels habitatges hi vivien persones soles el 15,9% de les quals corresponia a persones de 65 anys o més que vivien soles. El nombre mitjà de persones vivint en cada habitatge era de 2,54 i el nombre mitjà de persones que vivien en cada família era de 3,06.
Per edats la població es repartia de la següent manera: un 26,7% tenia menys de 18 anys, un 6,6% entre 18 i 24, un 22% entre 25 i 44, un 22,9% de 45 a 60 i un 21,8% 65 anys o més.
L'edat mediana era de 41 anys. Per cada 100 dones de 18 o més anys hi havia 88,8 homes.
La renda mediana per habitatge era de 39.219 $ i la renda mediana per família de 47.167 $. Els homes tenien una renda mediana de 31.522 $ mentre que les dones 21.406 $. La renda per capita de la població era de 16.491 $. Entorn del 4,2% de les famílies i el 6,8% de la població estaven per davall del llindar de pobresa.

## Poblacions més properes
El següent diagrama mostra les poblacions més properes.